# Nils Flyg
Nils Flyg, švedski komunistični politik, * 1891, Stockholm, Švedska, † 1943.
Nils Flyg je odraščal v delavskem predelu Stockholma - Södermalm, kjer se je tudi rodil. Že zelo zgodaj se je pridružil mladinski organizaciji Švedske socialno demokratične stranke. Leta 1917 je sodeloval pri nastanku nove levičarske stranke, ki so jo vodili Zeth Höglund, Ture Nerman, Kata Dalström in Karl Kilbom. Ta stranka je kmalu postala prva Komunistična partija Švedske.
Flyg je postal pomemben vodja te stranke, pisal knjige in odhajal na potovanja v Sovjetsko zvezo. Leta 1929 pa so ga, skupaj z večino članov te stranke, obtožili premajhne zvestobe prosovjetski Komiterni in so ga izključili iz stranke. Še istega leta je skupaj s Kilbomom ustanovil novo, vzporedno Komunistično partijo, ki se je leta 1934 preoblikovala v Socialistično stranko. Po  Kilbomovem odstopu, je Fylg prevzel vodenje stranke med letoma 1937 in 1943.
Na začetku sta se Flyg in Kilbom želela pobotati s Komiterno, a se je so se vsi poizkusi izjalovili. Postopoma sta zasrovražila Sovjetsko zvezo in sta na podlagi marksističnih idej začela enačiti razvojno stopnjo Sovjetske zveze s predfevdalno sužnjelastniško družbo.
V poznih tridesetih je Kilbomova in Flygova stranka doživela slabe čase, zapuščali so jo voditelji, volivci in kadri. "Prava" komunistična stranka se je utrdila kot glavna levičarska sila v državi in Flyg je postajal vedno bolj izoliran. Ko so se s Komiterno povezani komunisti spremenili taktiko in se namesto ultralevičarske povezali v obsežnejšo opozicijsko koalicijo, se je sredi tridesetih let manevrski prostor med njimi in Socialnimi demokrati zmanjšal.
Na začetku druge svetovne vojne se je Flyg opredelili proti fašizmu. Kmalu pa so ga finančne omejitve prisilile, da je kontaktiral Višjo nemško komisijo v Stockholmu. Prvotno so Nemci njegove zahteve za financiranje zavrnili, vendar so jih odobrili v poznejših letih vojne, ker so potrebovali več zaveznikov v švedski politiki. Postopoma sta Flyg in njegova stranka postala nacistično usmerjena.
Flyg pa se ni nikoli popolnoma vdal nacizmu. Ni bil fašist, ni bil rasist, imel se je za socialista. Bil je proti kapitalizmu in imperializmu, še vedno je podpiral osnovne ideje Marxa in Lenina. V nekem govoru skupini švedskih nacistov je povzročil zmedo, ko je dejal: »Smrt komunizmu! Živel komunizem!«